# مناقشه جزایر سنکاکو
نزاع جزایر سنکاکو (انگلیسی: Senkaku Islands dispute) به اختلافات مرزی درمورد گروهی از جزایر غیرمسکونی معروف به جزایر سن‌کاکو در ژاپن، که با نام جزایر دیائویو در جمهوری خلق چین (PRC)، و جزایر تیاویوتای در تایوان (ROC) شناخته می‌شود اشاره دارد.